# Cotoneaster favargeri
Cotoneaster favargeri es una especie de planta del género Cotoneaster, perteneciente a la familia Rosaceae.

## Taxonomía
Cotoneaster favargeri fue descrita por Jeanette Fryer y Bertil Hylmo en 2009.

## Distribución
Se encuentra en el territorio de Francia, Italia, España y Suiza.